# Monastère de Petkovica (Ležimir)
Pour les articles homonymes, voir Monastère de Petkovica.
Le monastère de Petkovica (en serbe cyrillique : Манастир Петковица ; en serbe latin : Manastir Petkovica) est un monastère orthodoxe serbe situé en Voïvodine, situé près de Ležimir, sur le territoire de la ville de Sremska Mitrovica. Il est un des 16 monastères de la Fruška gora, dans la région de Syrmie. Il dépend de l'éparchie de Syrmie et figure sur la liste des monuments culturels d'importance exceptionnelle de la république de Serbie (identifiant no SK 1046).
Le monastère est dédié à sainte Parascève. Il abrite une communauté de religieuses.

## Présentation
La tradition attribue la fondation du monastère de Petkovica à la veuve de Stefan Štiljanović, Jelena. Le monastère est mentionné pour la première fois dans des documents datant de 1566-1567.

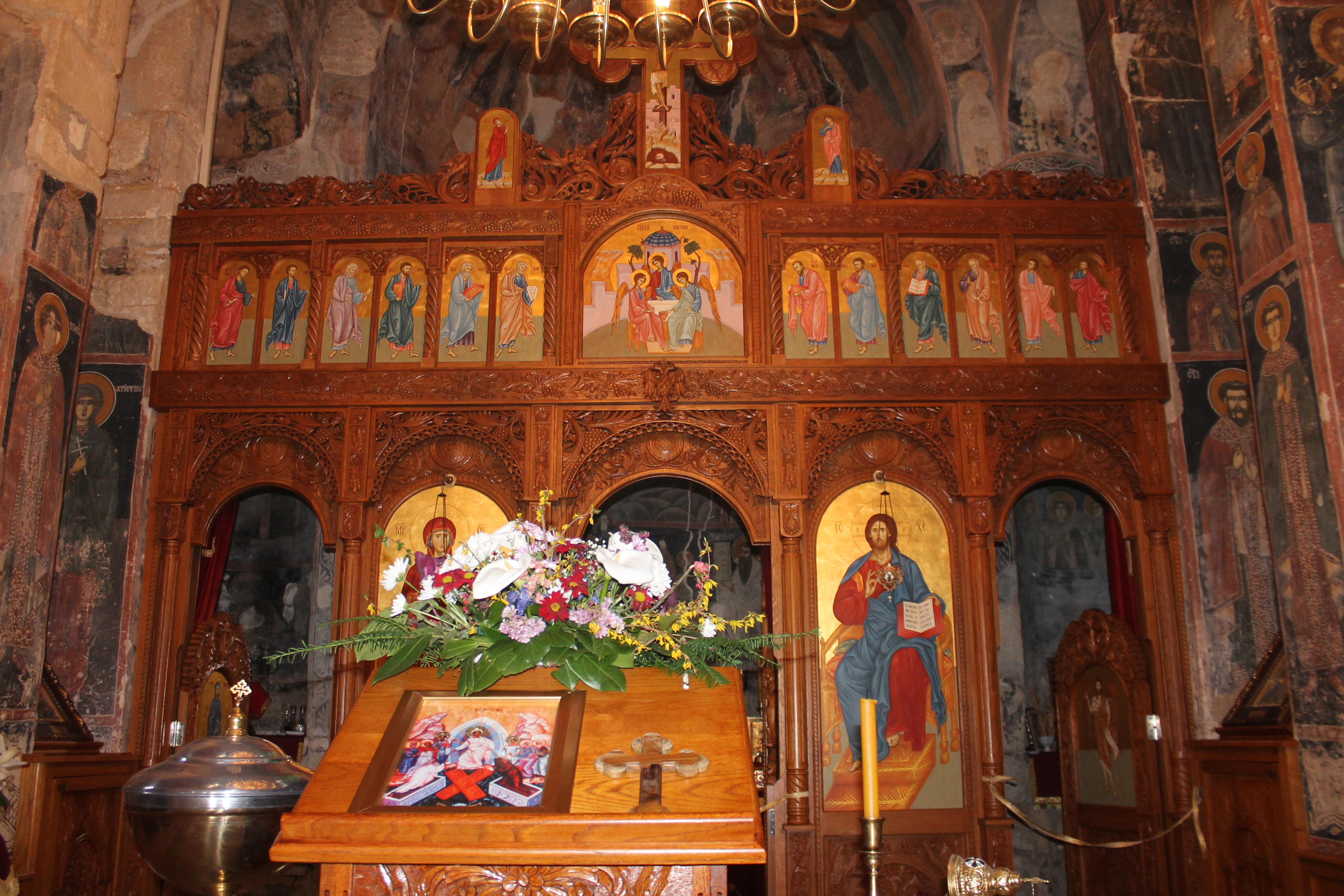
L'iconostase de l'église.